# Güterbahnhof Zürich

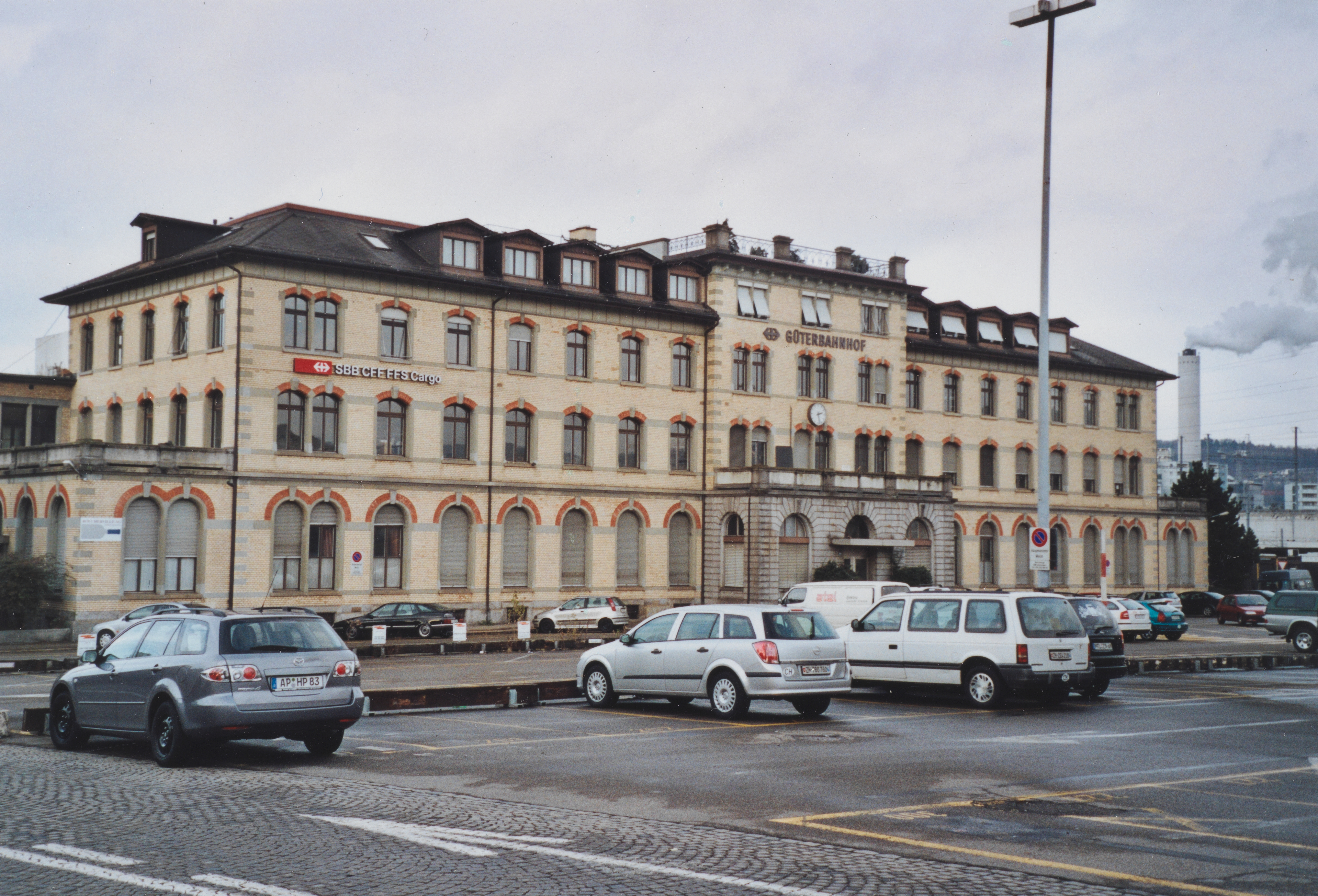
Bürogebäude Strassenseite (2006)

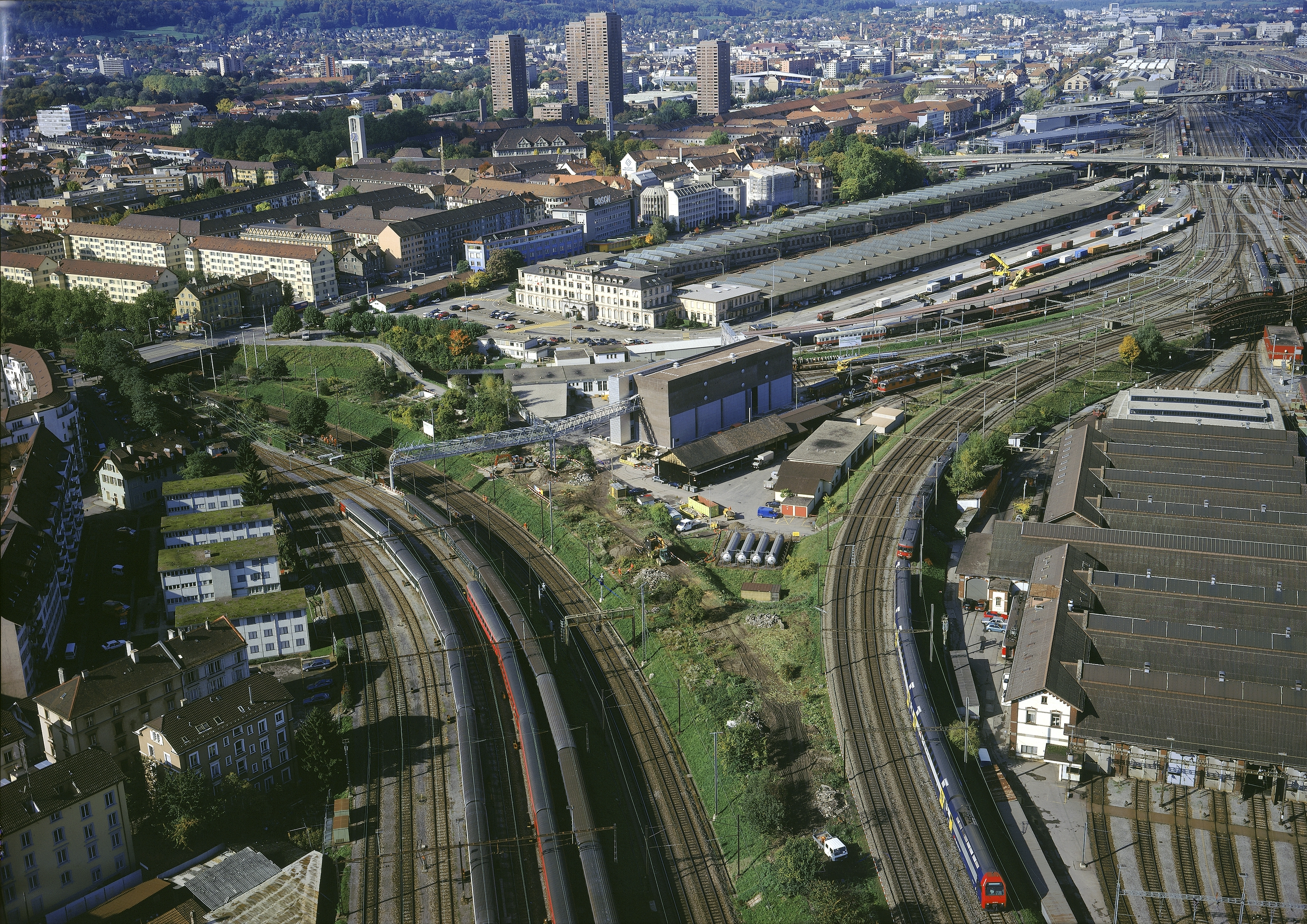
Luftbild (1998)

Der Güterbahnhof Zürich war ein Gebäude im Zürcher Quartier Aussersihl, das dem Güterverkehr für die Stadt Zürich und deren Agglomeration diente. Er lag im Vorfeld des Hauptbahnhofs Zürich, westlich des Kohlendreiecks, wo sich die Bahnlinien via Aussersihler Viadukt nach Oerlikon und nach Wiedikon trennen. Die Kopfbahnhofanlage im hufeisenförmigen Baustil galt seinerzeit als modernster Güterbahnhof in ganz Europa.

## Beschreibung
Als Kopfbau der gesamten Anlage entstand ein dreigeschossiges Güterexpeditionsgebäude. Dieser mit viergeschossigem Mittelrisalit stiess schlossartig an einen grossen Vorplatz. Die Eingangspartie und das durchlaufende Sockelband fertigte man aus Granit; die Gesimse, Schlusssteine und Bänder aus Sandstein. Die langen Flügel der sägeförmig angeordneten Güterhallen schlossen an den zurückspringenden Gelenksbauten an. Im Innern beschränkte sich die architektonische Ausstattung auf einige wenige Elemente, die im Eingangsbereich konzentriert waren. Die Eingangs- bzw. Schalterhalle wurden durch Rundbögen abgegrenzt und kräftig profilierte Deckenfelder korrespondierten mit farbig gemusterten Terrazzoböden, die später durch einen Glassteinboden ersetzt wurden. In jedem Seitenflügel hatte es ein Treppenhaus; auf eine grosszügige Treppenanlage auf der Mittelachse wurde verzichtet. Die Flachdächer mit sattelförmigen Oberlichtern in den Güter- und Empfangshallen wurden von Gusseisensäulen mit sichtbaren Verschraubungen getragen.
Der Güterbahnhof kann als spätes Beispiel des Historismus betrachtet werden. So wurde dem Güterbahnhof eine Vermittlerrolle zwischen der Bebauung des Quartiers Aussersihl und dem Gleisfeld zugeschrieben. Zudem diente das architektonische wie auch organisatorische Gesamtkonzeption – imponierender Kopfbau und Flügelbauten mit staffelförmigen Ladegleisen – als Vorlage für weitere Anlagen im In- und Ausland. Zum Beispiel 1904 für den Güterbahnhof Basel Bad Bf. Das von Robert Moser entwickelte «Sägeprinzip» wurde sogar im Londoner Locomotive Magazine 1900 beschrieben.

## Geschichte

### Vorgängerbauten und Pläne
Drei Jahre nach der Errichtung des Zürcher Hauptbahnhof, um 1850, entstand im Zürcher Bahnhof eine erste offene Güterrampe. Bereits acht Jahre nach der Eröffnung des Zürcher Bahnhofs betrug das Passagieraufkommen 100'000 Personen und es wurden über 8'000 Tonnen Güter bewegt. So musste bereits 1855 ein Güterschuppen im Bahnhof (heutiges Gleis 18) errichtet werden. Am 26. Juni 1856 eröffnete die Schweizerischen Nordostbahn (NOB) die Wipkingerlinie, was zu einer weiteren Zunahme des Güterverkehrs in Zürich führte. Es folgten daher weitere Güterschuppen. Der erste «richtige» Güterbahnhof ging 1863 in Betrieb. Er lag am Westufer der Sihl an den Gleisen Richtung Baden und bestand aus drei Güterschuppen mit 100 Meter langen Rampen. Dazu befanden sich dahinter zwei grössere «Niederlagsgebäude», die mit einer Drehscheibe verbunden waren, ein Spritkeller und zwei Säureschuppen.
Ein Jahr vor der Eröffnung der Bahnlinie nach Thalwil kam es zu einer Diskussion für die Erweiterung des Zürcher Bahnhofs. Insbesondere eine Trennung des Güter- und Personenverkehr stand im Raum; 1874 waren es bereits 472'000 Tonnen Güter und 1,4 Millionen Passagiere. Der NOB-Ingenieur Robert Moser legte im gleichen Jahr einen Plan für einen Durchgangsgüterbahnhof im damals noch unbebauten Sihlfeld zwischen dem heutigen Hardplatz und der Kalkbreite vor. Das «Project Moser», das sieben Güterhallen und drei Drehscheibenremisen vorsah und 12 Millionen Franken kosten würde, stiess bei der Stadt Zürich auf Widerstand. Aufgrund der finanziellen Schwierigkeiten der NOB in den Jahren 1877/1878 platzten die Ausbaupläne.

### Projekt «neuer Güterbahnhof»

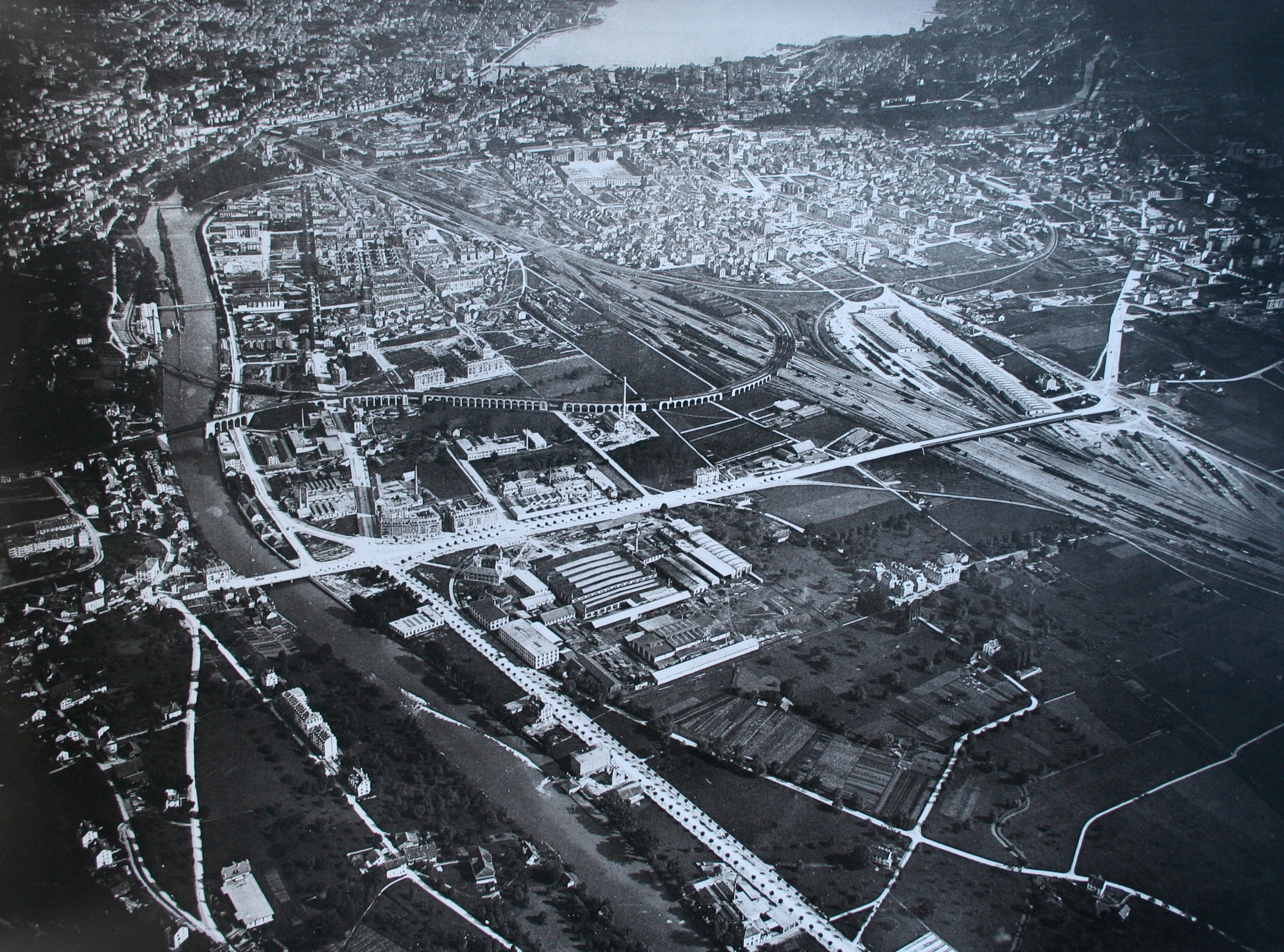
Aufnahme aus dem Jahr 1904 mit dem Güterbahnhof ganz rechts

Ende 1894 legte die NOB wieder ein Projekt für einen Güterbahnhof, der den Personen- und Güterverkehr trennen sollte, vor. Das 20 Millionen Franken teure Projekt sah einen kombinierten Durchgangs- und Kopfbahnhof zwischen dem Hardplatz und der Linie Zürich–Thalwil vor. Am 4. Februar 1895 wurde das Projekt beim eidgenössischen Eisenbahndepartement (heutiges UVEK) eingereicht. Ein Gegenentwurf, den eine vom Stadtrat eingesetzte Expertenkommission vorlegte, sah den Güterbahnhof auf der anderen Seite – im heutigen Industriequartier zwischen Hard- und Langstrasse – vor. Der Zürcher Stadtrat stimmte am 4. Februar 1896 dem ursprünglichen Projekt mit einigen Änderungen zu. Am 30. April 1896 reichte die NOB das überarbeitete und reduzierte Umbauprojekt für den Bahnhof Zürich ein. Es sah nur die Verlegung des Güterbahnhofs nach Aussersihl, einen neuen Eilgutbahnhof und einige zusätzliche Gleise für den Personenbahnhof vor. Die eisenbahntechnischen Pläne – ein Güterbahnhof mit platzsparender säge- bzw. staffelförmiger Ladegleisanordnung – stammten noch vom ehemaligen NOB-Ingenieur Moser, die Hochbauten wurden von Ingenieur Legani und dem Architekten Vital Kirchen geplant. Am 4. Juni 1896 erteilte der Bundesrat die definitive Genehmigung.
Am 24. August 1896 erfolgte der Spatenstich. Bereits am 17. Mai 1897 wurde der Güterbahnhof teilweise in Betrieb genommen. Im September konnte der gesamte Güterbahnhof bezogen werden. Auf dem mehr als 100'000 Quadratmeter grossen Gelände stand der dreistöckige Verwaltungstrakt, die ungefähr 400 Meter lange Empfangshalle, welche elf Staffeln à vier Güterwagen beherbergte, und die 250 Meter lange Versandhalle mit vier Staffeln à 4 Güterwagen. Ein Kellergewölbe mit mehr als 7'000 Quadratmeter Lagerfläche, wo unter anderem 50 Holz- und Zementfässer mit einem totalen Fassungsvermögen von 6'100 Hektoliter standen, befand sich unter dem neuen Güterbahnhof. Von rund 9,5 Kilometer Gleis waren ungefähr 500 Meter gedeckt.

### Betrieb von 1897 bis 1980
Im ersten Betriebsjahr fertigten rund 500 Mitarbeitende 697'893 Tonnen Güter ab; der Höchststand während der NOB-Ära. Am 1. Juni 1901 übernahm der Bund die NOB, folglich war der Güterbahnhof fortan im Besitz der SBB. 1914 baute sie im Hinblick auf den Ersten Weltkrieg westlich der Eilguthallen neue Gleisanlagen und Verladeplätze, unter anderem eine Militär- und eine Viehrampe. Der Krieg führte dazu, dass 1916 erstmals mehr als eine Million Tonnen verarbeitet wurden. Am 1. Februar 1919 wurde die Güterverwaltung Zürich der Bahnhof-Inspektion Zürich angegliedert.
Das im Jahr 1927 in Albisrieden eröffnete Zollfreilager wurde zweimal am Tag von Stationswagen des Güterbahnhofs bedient. Gleichzeitig erhielten die Kellereien im Güterbahnhof den Status eines Zollniederlagshauses. 1931 führten die SBB den Nachtumlad in der Empfangs- und 1934 in der Versandshalle ein. Im selben Jahr erstellten sie zwischen den beiden Hallen eine hölzerne Verbindungsbrücke. 1944 erweiterten sie die Versandhalle um drei weitere Staffeln (rund 120 Meter).
In den 1940er-Jahren wurden das Gebäude und die Gerätschaften modernisiert: Ab 1949 war die erste vollautomatische Laufkatze in der Versandhalle im Betrieb, erste Elektroschlepper kamen zum Einsatz, 1950 wurde die erste Etappe der Frachtbrief-Förderanlage in Betrieb genommen und seit 1952/1953 kamen die ersten Gabelstapler zum Einsatz. Die Versandhalle wurde 1960 ein letztes Mal verlängert. 1961 und 1970 schlug der Güterbahnhof Rekordmengen von je 1'140'000 Tonnen um. Mit der schrittweisen Eröffnung des Rangierbahnhofs Limmattal (RBL) von 1969 bis 1978 wurde der Güterbahnhof insbesondere vom reinen Umladebetrieb entlastet. 1970 bauten die SBB eine Lagerhalle für Kleinbehälter, 1974/75 eine Betonhalle und eine Ladestation für Elektrohubtraktoren. Am 31. Mai 1976 wurde der Schnellgut-Stammbahnhof beim Bahnhof Altstetten eröffnet, der den Eilgutbahnhof beim Hauptbahnhof ersetzte und den Güterbahnhof weiter entlastete.

### Der Güterbahnhof bis und mit dem Abriss
Im Jahr 1985 ging das Postzentrum Mülligen in Schlieren in Betrieb. Ein Jahr später nahm der Zürcher Stadtrat den Güterbahnhof ins Inventar der kunst- und kulturhistorischen Schutzobjekte von kommunaler Bedeutung auf. 1987 begann die Einrichtung eines Grosscontainer-Terminals; es konnte am 3. Juni 1991 in Betrieb genommen werden. 1995 wurde der Stückgutverkehr an die CDS Cargo Domizil AG übergeben und 1996 in den Schnellgutbahnhof Zürich-Altstetten verlegt.
Zwischen 1982 und 2000 wurden von den Behörden für Justiz und Polizei des Kantons Zürich verschiedene Gesamtkonzepte für eine Zusammenlegung seiner Standorte inklusive Gefängnis und Polizeischule begutachtet und diskutiert. Im September 2000 beschloss der Zürcher Regierungsrat, das Polizei- und Justizzentrum Zürich (PJZ) auf dem Areal des Güterbahnhofs vorzusehen. Nachdem verschiedene Gesetze und Kredite durch den Kantonsrat und das Volk bewilligt worden waren und im Oktober 2012 das Bundesgericht die letzte Beschwerde abgelehnt hatte, erfolgte im Januar 2013 der Landkauf durch den Kanton. 2005 war das Zollinspektorat Zürich in das Freilager Albisrieden umgezogen und Ende 2009 stellte SBB Cargo den Betrieb ein und wickelte die Aufgaben des Zollbüros neu über den Containerterminal Niederglatt ab.
Im Mai 2013 begannen der Rückbau und die Altlastensanierung, im Juni 2014 die Aushubarbeiten. Am 22. Juni 2017 folgte die Grundsteinlegung. Das vom Zürcher Architektenbüro Theo Hotz geplante Gebäude wurde im April 2019 fertiggestellt und konnte im Frühling 2022 bezogen werden.